# Булацик Євген Богданович
Євген Богданович Булацик — український військовослужбовець, полковник 7 БрТА Повітряних сил Збройних сил України, учасник російсько-української війни. Герой України (2025).

## Життєпис
Народився 12 лютого 1977 року.
1 липня 2014 року під час ведення розвідки в районі Слов'янська в Су-24МР влучила ракета ворожого ПЗРК. Екіпаж літака-розвідника у складі командира Євгена Булацика та штурмана Олександра Трошина на одному двигуні пролетів 330 кілометрів і сів на оперативному аеродромі, виконавши бойове завдання. Знімки ворожої оборони допомогли українським захисникам зайти в Слов'янськ і Краматорськ.
Через брак пального на посадку була лише одна єдина спроба. Коли екіпаж вийшов на глісаду, двигун загорівся вдруге, але літак вдалося посадити. Менше ніж за три місяці його вдалося повернути до строю.
За успішне виконання завдання в бойових умовах, проявлені витримку та героїзм екіпаж нагороджений орденами Богдана Хмельницького 3-го ступеня.
Станом на 2016 рік мав звання підполковника й обіймав посаду заступника командира 7-ї бригада тактичної авіації імені Петра Франка.
Командир 7-ї бригади тактичної авіації імені Петра Франка. Начальник Старокостянтинівського гарнізону.
Станом на 28 липня 2022 року за час бойових дій як командир екіпажу Су-24М виконав 51 виліт, з яких 42 — бойових. Під час вильотів знищено значну кількість особового складу й техніки ворога.
Повний лицар ордена «За мужність» (І, ІІ та ІІІ ст.).
Льотчик першого класу, має більш як 1500 льотних годин.

## Нагороди
- Звання Герой України з врученням ордена «Золота Зірка» (1 серпня 2025) — за особисту мужність і героїзм, виявлені у захисті державного суверенітету та територіальної цілісності України, самовіддане служіння Українському народові[8];
- Хрест бойових заслуг (27 липня 2022) — за визначні особисті заслуги у захисті державного суверенітету та територіальної цілісності України, самовіддане служіння Українському народу, вірність військовій присязі[9];
- орден Богдана Хмельницького I ст. (8 грудня 2023) — за особисту мужність, виявлену у захисті державного суверенітету та територіальної цілісності України, самовіддане виконання військового обов'язку[10];
- орден Богдана Хмельницького II ст. (24 травня 2022) — за особисту мужність і самовіддані дії, виявлені у захисті державного суверенітету та територіальної цілісності України, вірність військовій присязі[11];
- орден Богдана Хмельницького III ст. (8 липня 2014) — за особисту мужність і героїзм, виявлені у захисті державного суверенітету та територіальної цілісності України[12];
- орден «За мужність» II ст. (20 квітня 2022) — за особисту мужність і самовіддані дії, виявлені у захисті державного суверенітету та територіальної цілісності України, вірність військовій присязі[13];
- орден «За мужність» III ст. (13 жовтня 2020) — за значний особистий внесок у зміцнення обороноздатності Української держави, мужність і самовідданість, виявлені під час бойових дій, високий професіоналізм та зразкове виконання службових обов'язків[14].

## Військові звання
- полковник;
- підполковник.